# Каратал (Уилский район)
Каратал (каз. Қаратал) — село в Уилском районе Актюбинской области Казахстана. Административный центр сельского округа им. Ш.Берсиева. Код КАТО — 155239100.

## Население
В 1999 году население села составляло 1513 человек (757 мужчин и 756 женщин). По данным переписи 2009 года, в селе проживали 1343 человека (679 мужчин и 664 женщины).